# Lê Long Đinh
Lê Long Đinh (chữ Hán: 黎龍釘) là một hoàng tử của nhà Tiền Lê trong lịch sử Việt Nam. Ông là con trai thứ tư của Vua Lê Đại Hành, sinh tại kinh đô Hoa Lư, Ninh Bình, Việt Nam. Năm 991, ông được vua phong tước Ngự Man Vương (禦蠻王), đóng tại Phong Châu, tức vùng đất thuộc tỉnh Phú Thọ ngày nay. Căn cứ vào năm sinh người anh Lê Long Việt và người em Lê Long Đĩnh thì ông sinh khoảng giữa năm 983 đến 986.

## Cuộc chiến huynh đệ
Vua Lê Đại Hành có hơn 10 hoàng tử, sau khi con trưởng là thái tử Lê Long Thâu mất, con trai thứ 3 là Lê Long Việt được lập làm Thái tử. Giữa năm 1005, Lê Đại Hành mất, các hoàng tử tranh ngôi, đánh nhau 8 tháng, cuối cùng Lê Long Đĩnh giành được ngôi vua.
Sau khi Long Đĩnh lên ngôi, Long Đinh cùng Long Cân, Long Kính vẫn không phục, tiếp tục chống lại. Cuối năm 1005, sau khi bắt giết Long Kính và tha cho Long Cân, Lê Long Đĩnh đem quân đi đánh Ngự Man vương Long Đinh ở Phong Châu. Long Đinh phải đầu hàng. Từ đó các vương đều chịu phục. Sử không chép về hành trạng của Long Đinh sau ngày quy hàng Long Đĩnh.

## Hậu duệ
Theo gia phả họ Lê tại vùng Phú Thọ, Lê Long Đinh có con là Lê Tông Thuận sau làm châu mục châu Phong, được Vua Lý Thái Tông gả công chúa Kim Thành và phong chức Phò mã đô úy. Hậu duệ ông sau có thiền sư Lê Thước là một nhân vật nổi tiếng thời Lý.
Một hậu duệ nữa của Lê Long Đinh xuất hiện trên chính trường thời Lý là Linh Chiếu Thái hậu, người là con gái trưởng của Phụ Thiên đại vương (輔天大王), mẹ là Thụy Thánh công chúa, con gái của Dự Tông Chính hoàng, bà là chị của Phụng Thánh phu nhân. Tổ phụ của bà là Chân Đăng bảo sở Quan sát sứ họ Lê, có trị sở ở hương Tuế Phong (này là Hương Nộn, huyện Tam Nông), cháu của Ngự Man đại vương Lê Long Đinh, như vậy dòng họ bà là hậu duệ xa của hoàng đế Lê Đại Hành.

## Gia đình
- Cha: 
  - Lê Đại Hành
- Anh em: 
  - Lê Long Thâu
  - Lê Long Tích
  - Lê Long Việt
  - Lê Long Đĩnh
  - Lê Long Cân
  - Lê Long Tung
  - Lê Long Tương
  - Lê Long Kính
  - Lê Long Mang
  - Lê Long Đề